# Calamus fertilis
Calamus fertilis är en enhjärtbladig växtart som beskrevs av Odoardo Beccari. Calamus fertilis ingår i släktet Calamus och familjen Arecaceae. Inga underarter finns listade i Catalogue of Life.